# Michel van Thiel

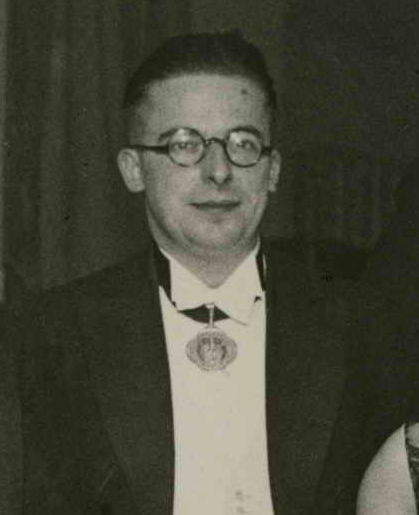
M.I.P.G. van Thiel (ca. 1930)

Michaël Irène Petrus Ghislaine (Michel) van Thiel (Beek en Donk, 31 oktober 1905 – Wijchen, 26 juni 1991) was een Nederlands burgemeester.
Hij werd geboren als zoon van Willem Godefridus van Thiel (1860-1936; fabrikant) en Angeline Victorine Ghislaine Tonglet (1861-1926). Na het gymnasium aan het Sint Willibrordus College in Katwijk aan den Rijn begon hij aanvankelijk een studie voor kandidaat-notaris. In 1929 ging hij rechten studeren aan de Katholieke Universiteit Nijmegen waar hij in 1934 is afgestudeerd. Daarna was hij een jaar secretaris van M.P.L. Steenberghe; destijds minister van Economische Zaken. Vervolgens werkte hij in het bedrijfsleven. Na de bevrijding was hij enige tijd waarnemend burgemeester van Schijndel. Later is hij vanaf september 1945 ook nog korte tijd waarnemend burgemeester van Oss geweest als tijdelijke vervanger van de zieke burgemeester De Bourbon. Daarna werd hij directeur van de 'Stichting Herstel Noord-Brabant 1945'. In april 1947 werd Van Thiel burgemeester van Halsteren en in 1949 volgde zijn benoeming tot burgemeester van Wijchen. Die gemeente had toen te maken met een hoge werkloosheid en om daar wat aan te doen heeft hij zich hard gemaakt voor het aanleggen van een industrieterrein en het aantrekken van bedrijven. Naast zijn burgemeesterschap is hij voorzitter geweest van de Mijnindustrieraad. Eind 1970 ging Van Thiel met pensioen en midden 1991 overleed hij op 85-jarige leeftijd.